# Леонардо Лоредан
Леонардо Лоредан (італ. Leonardo Loredan) — 75-й венеційський дож у 1501—1521 роках. Завершив війну з Османською імперією, був дожем Венеційської республіки за часів Війни Камбрейскої Ліги (1508—1516).

## Біографія
Належав до патриціанського роду, що походив з Лорео і Бертіноро, за родинною легендою був нащадком Гая Муція Сцеволи. Відомий у Венеції з початку XI ст.  Старший син Джероламо Лоредана зі гілки Сан-Вітале, відомого як даль Барбаро, та Донати Дони. Після здобуття класичної освіти він з певним успіхом присвятив себе торгівлі в Північній Африці та Леванті.
1453 року увійшов до Авагадорії. 13 грудня 1455 року він став юристом у суді з питань торгівлі (магістраті, що займався переважно фінансовими скандалами та банкрутствами) у Великій раді. 1457 року обійняв посаду члена комісії «мудрих радників» (Savi del Consiglio), де він відповідав за оцінку та аналіз питань зовнішньої політики перед їх розглядом у Сенаті.
У 1461 році Леонардо одружився з Морозіною Джустініані, від якої мав п'ять синів і чотири доньки. 13 листопада 1468 року він став консулом купців.
15 листопада 1473 року його було обрано камерленго комуни.
У 1480 році, разом із Марко та Агостіно Сорандцо, Андреа Еріццо, Паоло Контаріні та Ніколо Дона, його було обрано розпорядником близько 30 тис. дукатів, зібраних шляхом безкоштовних пожертвувань від шанувальників чудотворного образу Діви Марії, які мали бути використані для будівництва церкви, присвяченої Санта-Марія-дей-Міраколі, в сесьєре Сан-Леоне (Каннареджо), спроектованої П'єтро Ломбардо та його синами. У 1481 році його було обрано до комісії «мудрих материка» (Савіо ді Терраферма), а в листопаді 1483 року як член Ради сорока він був серед виборців дожа Марко Барбаріго.
1487 року стає подестою Падуї. 1489 року призначається радником дожа Агостіно Барбаріго. 1490 року знову обійняв посаду члена комісії «мудрих радників». 1492 року обирається прокуратором Святого Марка. З 1492 до 1495 року декілька разів обирався до Малої ради. 1495 року увійшов до перемовників, що брали участь у створенні антифранцузької ліги. За умовами угоди Венеція отримували низку портових міст в Апулії. 1497 року приймав присягу мешканців м.Таранто.
2 жовтня 1501 року обирається дожем у шостому турі, завдяки раптовій смерті головного конкурента Філіппо Трона.
Перш за все приділив увагу війні з Османською імперії, де після втрати 1502 року Лураццо і Лефкади ініціював перемовини з османським султаном Баязидом II, які було завершено 1503 року. Венеція втратила більшість фортець на Пелопоннесі й останню фортецю Дураццо в Албанії, більшість Іонічних островів, але зберігла за собою Кефалонію. Невдовзі було продовжено угоду з угорським королем Владиславом II, що за щорічну платню у 30 тис. дукатів, повинен був захищати кордони Далмації від вторгнення османських військ.
Під час його правління, скориставшись смертю папи Олександра VI в 1503 році, Венеція окуповує кілька територій у північній частині Папської області. Від фактичного наступника Олександра VI — папи Юлія II — венеційці очікували, що конфіскація папської території буде прийнята мовчазно, бо новий папа симпатизував Венеції і носив прізвисько «Венецієць». Натомість, новий папа в союзі з Францією, Священною Римською імперією і декількома іншими християнськими державами утворив Камбрейську лігу і спробував відновити Папську область в колишніх межах. Після поразки Венеції в битві при Аньяделло союзники Папи захопили Падую і опинилися в безпосередній близькості від Венеції. У цій ситуації дож Леонардо Лоредан об'єднав населення, закликавши до загальної мобілізації. Падуя була відбита назад. Після цього Венеція 1510 року уклала мир і зайняла сторону Папської держави у новоствореній Священній лізі (разом з Іспанією Папською державою та Священною Римською імперією), в його новій війні проти Франції. Уміло діючи в цій війні, Венеція змогла розширити свою територію за рахунок Романьї. 1511 року імператор Максиміліан I перейшов на бік Франції. 23 березня 1513 року в Блуа було підписано договір, який зобов'язував розділити всю північну Італію між Францією та Республікою. Завдяки цьому союзу з французьким королем Людовиком XII венеційці здобули у середині вересня 1515 року венеціанці здобули перемогу при Маріньяно над імператорською армією, внаслідок чого було захоплено Мілан. 1516 року було відвойовано Брешію. Папа римський Лев X був змушений повернути багато непогашених боргів родині Лоредан на загальну суму близько 500 тис. дукатів.
Лоредан зумів винести на своїх плечах всю труднощі нерівної боротьби з Камбрейскою лігою і гіркоту військового та політичної поразки республіки. Марино Санудо у своїх «Щоденниках» говорить про чесноти, а Лоредана у найзахопливіших виразах, відзначаючи його шляхетне походження і називаючи людиною справедливою і людяною (homo guisto et humanissimo).
Разом з боротьбою проти Камбрейської ліги проводилася політика союзу з Мамлюцьким султанатом, що забезпечувало венеційським вигідну торгівлю прянощами з Індії черед Александрію. 1508 року венеційці забезпечили перекидання з Середземного до Червоного моря мамлюцького флоту, що рушит до Гуджарату. Втім там 1509 року він зазнав поразки від португальців у битві біля Діу. Наслідком стали переривання вигідної торгівлі, яку швидко захопили португальці.
Війна з імператором Максиміліаном I тривала. 1517 року венеційці відвоювали Верону. Зрешою з ним вдалося замиритися за Брюссельським миром, за яким Венеція підтвердила усі володіння відповідно до Лодійського миру, окрім Кремони, а також довелося поступитися прикордонними містечками Роверето й Рива на користь Максиміліана I.
Після завершення війни з сусідами все менш приділяв уваги урядуванню. Фінансові скандали були повсюдними, і багато державних посад купувалися за непропорційними цінами, а не отримувалися за заслугами. У цей період дож купував титули та посади для дітей та родичів, максимально використовуючи свій вплив. Разом з цим приділялася увага прикаршанню та розбудові Венеції. 1514 року зведено нову Кампанілу собору святого Марка, 1517 року розпочалася реконструкція Прокураторії, було зведено нові укріплення на материковій частині.
Дож приділяв увагу контролю за іноземними громадами. 1516 року переселено юдейську громаду до окремого гетто. окремий квартал було створено для греків (на той час мешкало 10 тис.), яких особливо багато пересилилося після падіння Константинополя та Морейського деспотату, а також для вірмен. Грекам було надано право звести православний храм.
Помер від гангрени 21 червня 1521 року. Він був похований у церкві Санті Джованні-е-Паоло у простій гробниці з небесним мармуровим надгробком без напису, розміщеним над сходами головного вівтаря і нині неіснуючим. Приблизно в 1572 році, після деяких суперечок між спадкоємцями та ченцями церкви, йому було встановлено надгробний пам'ятник, розділений на три частини та прикрашений коринфськими колонами з каррарського мармуру, розміщений ліворуч від головного вівтаря, архітектура якого належить Джироламо Граппілья, та прикрашений надзвичайно реалістичною статуєю, ранньою роботою скульптора Джироламо Кампанья.
У нього було дев'ять дітей: Лоренцо (1462–1534), Джироламо (1468–1532), Альвізе (1472–1521), Вінченцо (помер у Триполі в 1499 році), Бернардо (1481–1519), Доната, дружина Джакомо Гуссоні да Сан-Вітале, Марія, дружина Джованні Веньєр, Паолу, дружину Джованні Альвізе Веньєра, Єлизавету, дружину Заккарії Пріулі.

## У мистецтві
Зберігся портрет Леонардо Лоредана роботи Джованні Белліні (після 1501), який вважається одним з найкращих зразків портретної творчості цього майстра.